# Mikałaj Ułaszczyk
Mikałaj Ułaszczyk, biał. Мікалай Мікалаевіч Улашчык (ur. 14 lutego 1906 w Wickowszczyźnie, zm. 14 listopada 1986 w Moskwie) – białoruski historyk, tłumacz i prozaik, znawca historii Wielkiego Księstwa Litewskiego.
Urodził się w zamożnej rodzinie chłopskiej. W latach 1924–30 pracował w Białoruskiej Bibliotece Państwowej w Mińsku i Izbie Książki Białoruskiej SRR. Od 1924 roku publikował swoje utwory. W 1929 roku zakończył studia na Białoruskim Uniwersytecie Państwowym.
16 czerwca 1930 roku został aresztowany przez NKWD jako rzekomy działacz Związku Wyzwolenia Białorusi. W 1931 roku sąd skazał go na pięcioletnią zsyłkę do obwodu wiackiego. Aresztowany ponownie w 1932 roku i zesłany na Sybir. Po zwolnieniu w 1935 roku pracował jako nauczyciel historii i geografii w rosyjskich szkołach. W 1939 roku przeprowadził się do Leningradu, gdzie ponownie go aresztowano w 1941 roku i zesłano w rejon Czelabińska. Od 1948 roku wykładał w Uniwersytecie Moskiewskim. Jeszcze raz aresztowany w 1950 roku i zesłany do obwodu kirowskiego. Zwolniono go w 1955 roku. Podjął pracę w Instytucie Historii Akademii Nauk ZSRR, w którym pozostał aż do śmierci.

## Dzieła
- "Предпосылки крестьянской реформы 1861 г. в Литве и Западной Белоруссии" Mińsk 1965
- "Очерки по археографии и источниковедению истории Белоруссии феодального периода" Mińsk 1973
- "Введение в изучение белорусско-литовского летописания" Moskwa 1985
- "Была такая вёска: гісторыка-этнаграфічны нарыс" Mińsk 1989
- "Краязнаўства: Нататкі пра бадзянні ў 1924-1929 г.: З рукапіснай спадчыны" Mińsk 1999
- "Мемуары і дзённікі як крыніцы гісторыі Беларусі: З рукапіснай спадчыны" Mińsk 2000
- "Выбранае Mińsk 2001